# 寿子
寿子（？—前701年），姬姓，名寿，又称公子寿，春秋時代衞國第十五任國君卫宣公與宣姜所生的長子，同母弟弟是後來的衛惠公朔。

## 生平
由於宣姜意圖讓自己的兒子做太子，於是與公子朔一起在宣公跟前诬陷宣公與夷姜所生的太子伋。衛宣公假意派太子伋出使齊國，然後安排強盜將他殺害。由於壽子與太子伋一直都關係友好，而且二人秉性謙厚，所以努力勸說宣姜打消殺太子伋的陰謀，不果。於是急忙去追上伋，告知父母的陰謀。但是伋認為即使是父親要殺他，父命仍然不可違抗，依然上路。於是壽子亦僱舟，與太子伋同行。臨行前，二人痛飲，太子伋醉昏，壽子趁機盜去太子伋的使節，開船先行，結果被預先埋伏的強盜先行殺害。到太子伋醉醒後，發現了使節不見、又發現了壽子的遺書，上前追趕，結果碰上事成回航的賊人。太子伋為使賊人能夠向衛宣公覆命，道明原委，亦被賊人殺害。後來衛國人作《二子同舟》記載這件事，並被孔子收錄在《詩經·國風》，緊貼在《新臺》之後，以說明兩首詩的關連。